# Albion (Illinois)
Albion es una ciudad ubicada en el condado de Edwards en el estado estadounidense de Illinois. En el año 2010 tenía una población de 1933 habitantes y una densidad poblacional de 0 personas por km².

## Geografía
Albion se encuentra ubicada en las coordenadas 38°22′38″N 88°3′40″O / 38.37722, -88.06111.

## Demografía
Según la Oficina del Censo en 2000 los ingresos medios por hogar en la localidad eran de $29,47, y los ingresos medios por familia eran $36,91. Los hombres tenían unos ingresos medios de $26,18 frente a los $17,37 para las mujeres. La renta per cápita para la localidad era de $14,74. Alrededor del 12,20% de la población estaban por debajo del umbral de pobreza.